# CFP-Franc

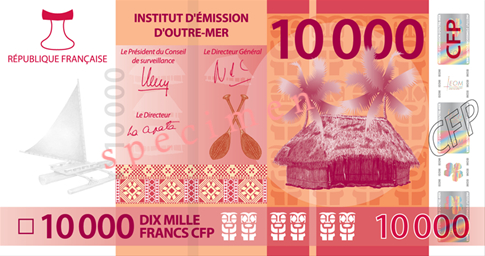
10.000 CFP-Francs-Note

Münzen zu 5 Francs, links von Französisch-Polynesien, rechts von Neukaledonien, in der Mitte die gemeinsame Rückseite (Darstellung der Minerva)

Der CFP-Franc (ursprünglich franc des Colonies françaises du Pacifique („Franc der französischen Pazifikkolonien“, heute nur noch als Abkürzung), ISO-Code XPF) ist seit Dezember 1945 die Währung in den französischen Überseegebieten (territoires d’outre-mer) Französisch-Polynesien, Neukaledonien und Wallis und Futuna. Bis 1965 liefen von der Banque de l’Indochine emittierte Banknoten um.
Die Parität wurde zur Einführung am 26. Dezember 1945 zunächst auf 2,40 französische Franc (Fr.) festgelegt. Zum 17. Dezember 1948 wertete man auf 5,50 Fr. auf. Seit 1. Januar 1959 galt 1000 XPF = 55 neue Franc. Seit der Einführung des Euro in Frankreich und der damit einhergehenden Fixierung des Französischen Francs an den Euro im Jahr 1999 ist auch der CFP-Franc fix an den Euro gebunden, mit einem Kurs von 1000 XPF = 8,38 EUR. Dieser Kurs ist durch Frankreich bei Bedarf änderbar.
Im Umlauf sind Banknoten zu 10.000, 5000, 1000 und 500 Francs, sowie Münzen zu 100, 50, 20, 10, 5, 2 Francs und 1 Franc. Neukaledonien und Französisch-Polynesien haben jeweils ihre eigenen Motive auf den Münzen; Wallis und Futuna benutzt Münzen aus Neukaledonien.
Seit Präsident Jacques Chirac 2005 seine Zustimmung gegeben hatte, zum Jahr 2007 den CFP-Franc durch den Euro zu ersetzen – sofern die drei betroffenen Territorien sich einig würden – wurde in den betroffenen Gebieten konkret darüber diskutiert. Bereits im Januar 2006 hat Französisch-Polynesien der Einführung des Euro zugestimmt. Wallis und Futuna möchte sich der Entscheidung Neukaledoniens anschließen, dort wurde jedoch noch kein Konsens gefunden, aktuell wird weiterhin über die Thematik diskutiert (Stand 2010). Die Einführung einer neuen Banknotenserie, die ab 2014 in Umlauf gebracht wurde, scheint Hinweis darauf zu sein, dass man von Seiten der Zentralbank noch an ein längeres Beibehalten des Status quo glaubt. Eine Verordnung vom 15. September 2021, die am 26. Februar 2022 in Kraft getreten ist, definiert die Bezeichnung CFP-Franc als „Franc der französischen Gemeinschaften des Pazifiks“.